# Talagasari (Talagasari)
Talagasari is een bestuurslaag in het regentschap Karawang van de provincie West-Java, Indonesië. Talagasari telt 7404 inwoners (volkstelling 2010).